# Reza Atri
Reza Atri (pers. رضا اطری; ur. 8 sierpnia 1994) – irański zapaśnik walczący w stylu wolnym. Olimpijczyk z Tokio 2020, gdzie zajął piąte miejsce w kategorii 57 kg. Wicemistrz świata w 2022 i piąty w 2019 roku. 
Brązowy medalista igrzysk azjatyckich w 2018, a także igrzysk wojskowych w 2015. Mistrz Azji w 2019 i trzeci w 2017. Pierwszy w Pucharze Świata w 2016. Wicemistrz Azji juniorów w 2014 roku.